# 宮間田遺跡
座標: 北緯35度47分30.7秒 東経138度22分17.6秒 / 北緯35.791861度 東経138.371556度
宮間田遺跡（みやまだいせき）は、山梨県北杜市武川町三吹字宮間田・宇御崎に所在する遺跡。平安時代の9世紀中頃から10世紀前半にかけての集落遺跡である。

## 立地と地理的・歴史的景観
所在する北杜市武川町三吹は県北東部に位置する。八ヶ岳南麓、釜無川右岸の河岸段丘上に立地する。標高は513メートル付近。
旧武川村域一帯では縄文時代からの遺跡が多く分布し、1983年（昭和58年）時点で17箇所が確認されている。近在には古代の遺跡も多く、『和名類聚抄』に記される巨摩郡真衣郷（まきのごう）に比定される。古代に甲斐国は甲斐の黒駒と呼ばれる名馬の産地として知られ、『延喜式』に記される甲斐の三御牧（穂坂牧・真衣野牧・柏前牧）の一つである真衣野牧（まきののまき）が設置されていたと考えられている。
真衣野牧は9世紀前半代には設置されていたと考えられており、宮間遺跡も牧に関係する集落であった可能性が考えられている。平安時代中期に東国では平将門の乱や平忠常の乱が発生し、これに伴い牧も衰微する。
真衣野牧の駒牽（こまひき）に関する記事は11世紀を終期としているが、中世には『吾妻鏡』建久5年（1194年）3月13日条に「甲斐国武河御牧」の存在が記されており、真衣野牧の後身である可能性が指摘されており、宮間田遺跡では13世紀前半代の山茶碗が出土している。

## 発掘調査と検出遺構・出土遺物
旧武川村では1979年（昭和54年）から県営圃場整備事業が実施されており、これに伴う現地調査により平安時代を主体とする土器片などが採取された。1985年（昭和60年）5月13日から17日にかけて行われた試掘調査では平安時代を主体とする土器片や竪穴建物跡などが検出され、宮間田遺跡の発掘調査に至る。
調査は1985年（昭和60年）7月22日から翌86年11月29日・同年6月6日から10月25日にかけて二次にわたり、文化庁・山梨県より補助金を得て旧武川村教育委員会により行われた。発掘調査・資料整理に際しては旧白州町教育委員会・財団法人山梨文化財研究所の協力を得て実施された。
調査では平安時代の竪穴建物跡94軒・掘立柱建物跡45棟・方形竪穴状遺構・鍛冶工房が検出されている。方形竪穴状遺構は地面を掘り窪めた空間を利用した建物の遺構で、全国的に12世紀後半代から確認されている。遺物を伴うことが少ないことから機能は不明瞭であるが、聞き取り調査・民俗事例から馬小屋とする説がある。山梨県内では八ヶ岳南麓地域に多く分布しており、宮間田遺跡では24が確認されている。そのうち9号建物跡は13世紀のもので、47号建物跡は鉄滓が出土していることから鍛冶遺構であると考えられている。
出土遺物では土師器・須恵器・灰釉陶器・銅製巡方の腰帯具・墨書土器・線刻土器などの出土文字資料が確認された。第78号建物跡から出土した墨書土器には「牧口」の文字が確認され、真衣野牧に関連する集落であったと考えられている。
麻・苧麻（からむし）から繊維を取り出すための金属製工具である苧引金（おひき がね）も出土している。山梨県では9世紀後半代に苧引金が確認され、古代の巨摩郡に含まれる八ヶ岳南麓地域において特徴的に出土することから、一帯における麻布の栽培や牧との関わり、巨摩郡において租税対象である「商布」が生産されていた可能性などが論じられている。
宮間田遺跡出土の苧引金は61号建物跡から1点が出土した。年代は9世紀。鉄製・半欠。大振りのもので、刃の現存部全長は9.2センチメートル。刃幅は3センチメートル程度。全体に緩く外反し、端部は角状に尖る。角状部分は菱型断面を呈しており、木質部が残ることから刃と平行する方向に木質部が取り付けられていたと考えられている。こうした特徴は山梨県における苧引金の形態としては珍しい例であることが指摘される。